# Yangliu (köping i Kina, Shandong, lat 35,99, long 117,53)
Yangliu (kinesiska: 羊流镇, 羊流) är en köping i Kina. Den ligger i provinsen Shandong, i den östra delen av landet, omkring 88 kilometer sydost om provinshuvudstaden Jinan. Antalet invånare är 93584. Befolkningen består av 46 552 kvinnor och 47 032 män. Barn under 15 år utgör 17,0 %, vuxna 15-64 år 72 %, och äldre över 65 år 10,0 %.
Genomsnittlig årsnederbörd är 912 millimeter. Den regnigaste månaden är juli, med i genomsnitt 310 mm nederbörd, och den torraste är januari, med 4 mm nederbörd.